# 日積村
日積村（ひづみそん）は、かつて山口県玖珂郡に存在した村である。
1954年（昭和29年）に柳井市に新設合併して消滅した。

## 地理
現在、柳井市の一地域としての呼称として使われている。地勢として、北は氷室岳につながる尾根、東は銭壺山、南は琴石山、西は三ヶ岳に囲まれた盆地である。

## 歴史
- 1889年（明治22年）4月1日 - 町村制の施行により、近世以来の日積村が単独で自治体を形成。
- 1954年（昭和29年）3月31日 - 柳井町・新庄村・余田村・伊陸村と合併して柳井市が発足。同日日積村廃止。

## 著名な出身者
- 北村サヨ - 天照皇大神宮教教祖
- 松島詩子 - 流行歌手
- 白地照彦 - 元柳井市長